# とんぱちオードリー
『とんぱちオードリー』は、フジテレビ系列にて2014年10月13日から2016年4月5日まで不定期で放送されていた特別番組（バラエティ番組）。

## 概要
「オードリーの2人が全力で様々な企画に挑戦する、ありそうでなかったバラエティ番組」「オードリーの2人が体を張って『とんでもない』様々な企画にチャレンジします！」をコンセプトに放送されたオードリーの2人にとって地上波民放初冠であるバラエティ番組。
とんぱちとは、「とんでもない」という意味を込めた、春日が普段使っている言葉=春日語から命名された。ただし元々は「見境のない人」といった意味の相撲用語で、芸能界でも過去にトンパチ・プロなどの使用例があり、春日のオリジナルではない。

## 出演者
- オードリー（若林正恭、春日俊彰）

## 放送リスト
| 回 | 放送日（CX）                  | 内容                                                         | 備考                                             |
| -- | ----------------------------- | ------------------------------------------------------------ | ------------------------------------------------ |
| 1  | 2014年10月13日（0:40 - 1:40） | ターゲット漫才 春日チャレンジ 世界一甘酸っぱいお笑い         |                                                  |
| 2  | 2015年4月13日（0:50 - 1:50）  | ターゲット漫才 春日チャレンジ あがき場                       |                                                  |
| 3  | 2015年9月29日（0:55 - 1:55）  | 世界一甘酸っぱいお笑い「ガチ」 ターゲット漫才 春日チャレンジ |                                                  |
| 4  | 2016年4月5日（0:25 - 1:25）   | 世界一甘酸っぱいお笑い 青春からの挑戦状                      | ゲスト・相武紗季、ヒャダイン、岡副麻希、前園真聖 |

## スタッフ
第4回時点
- 編成企画：狩野雄太
- 構成：オークラ、佐藤満春[3]、寺田智和、永井ふわふわ
- CAM：石毛雄己
- AUD：村木雄弥
- 美術：羽田一成
- デザイン：金子大吾
- 音響効果：小田切暁
- TK：海老澤廉子
- 車両：COM
- 技術協力：スウィッシュ・ジャパン
- 編集・MA：麻布プラザ
- コンテンツ：下川猛
- デスク：吉岡沙織
- AD：馬場広明、寺本文子、武藤勇次
- AP：美濃部遥香、河合ちはる
- ディレクター：中西正太、土屋信弘
- プロデューサー：木月洋介、塩谷泰孝
- チーフプロデューサー：中嶋優一
- 総合演出：水口健司
- 制作協力：シオプロ
- 制作著作：フジテレビ